# مارثا هيدمان
مارثا هيدمان هي ممثلة سويدية وأمريكية، ولدت في 12 أغسطس 1883 في السويد، وتوفيت في 20 يونيو 1974 في الولايات المتحدة.

## وصلات خارجية
- مارثا هيدمان على موقع IMDb (الإنجليزية)
- مارثا هيدمان على موقع قاعدة بيانات برودواي على الإنترنت (الإنجليزية)